# Sibthorpia africana
Sibthorpia africana és una herba perenne del gènere Sibthorpia que viu en relleixos i esquerdes de roques calcàries humides de ses Illes. És una planta amb flor de la família plantaginàcies, encara que tradicionalment havia estat classificada dins de les escrofulariàcies.

## Descripció i hàbitat
Els representants d'aquest gènere són herbes perennes que viuen habitualment en indrets humits i rocosos. Les tiges són prostrades, procumbents  i poden arrelar als nusos. Les flors són tubuloses i acaben en un número variable de pètals que pot anar entre 4 a 8, fins i tot en la mateixa planta. La corol.la, a primer cop d'ull, té un aspecte arrodonit (amb simetria radial) encara que  si ens hi fixem és   lleugerament zigomorfa (Presenta simetria bilateral) com la majoria de plantaginàcies que venen de les escrofulariàcies, encara que en aquest cas de manera molt subtil, i els 5, 6 o 8 pètals són bastant similars entre ells, amb els dos llavis tot just insinuats.
En el cas de S.africana, la planta és molt peluda, amb pèls llargs la flor té un diàmetre d'entre 4 a 8 mm, és de color groc viu i sobrepassa la longitud del calze àmpliament. El pedicel de la flor és més llarg que el pecíol de la fulla d'on surt. Les fulles tenen entre 5 i 14 dents (a diferència d'altres espècies que en tenen més).

## Taxonomia
Sibthorpia conté 5 espècies amb una distribució disjunta, a les muntanyes d'Amèrica Central, Amèrica del Sud i Àfrica, i les costes d'Europa; de les quals tres viuen a la península Ibèrica i una és endèmica de les Illes Balears:
- Sibthorpia africana L.: malgrat el seu nom és endèmica de les Illes Balears.
- Sibthorpia conspicua Diels: Argentina i Bolívia.
- Sibthorpia europaea L.: Europa occidental, Àfrica tropical i  Grècia
- Sibthorpia peregrina L.: endèmica de Madeira, introduïda a Portugal.
- Sibthorpia repens (Mutis ex L.) Kuntze: De Mèxic a Argentina.

Sibthorpia africana va ser descrita inicialment per Linné a la seva obra Species Plantarum (1753), indicant que vivia a Àfrica. Segurament devia ser un error d'etiquetatge de la mostra, ja que la l'única espècie de Sibthorpia que viu a Àfrica és (curiosament) Sibthorpia europaea.
El 1922 Edward Louis Herman Knoche (1870-1945), un botànic i fitogeògraf nord-americà. va descriure com S.balearica un altre exemplar de la mateixa espècie (sinònim heterotípic), aquesta vegada amb un nom científic més adient. Però les normes de taxonomia són molt estrictes i davant dos noms proposats per a la mateixa espècie sempre té prioritat el més antic, encara que sigui tan poc escaient com aquest S. africana.
Tradicionalment aquest gènere havia estat inclòs a la família de les escrofulariàcies, però els estudis moleculars i genètics duts a terme pel Grup per a la filogènia de les angiospermes van trobar major afinitat i parentiu amb les plantaginàcies.

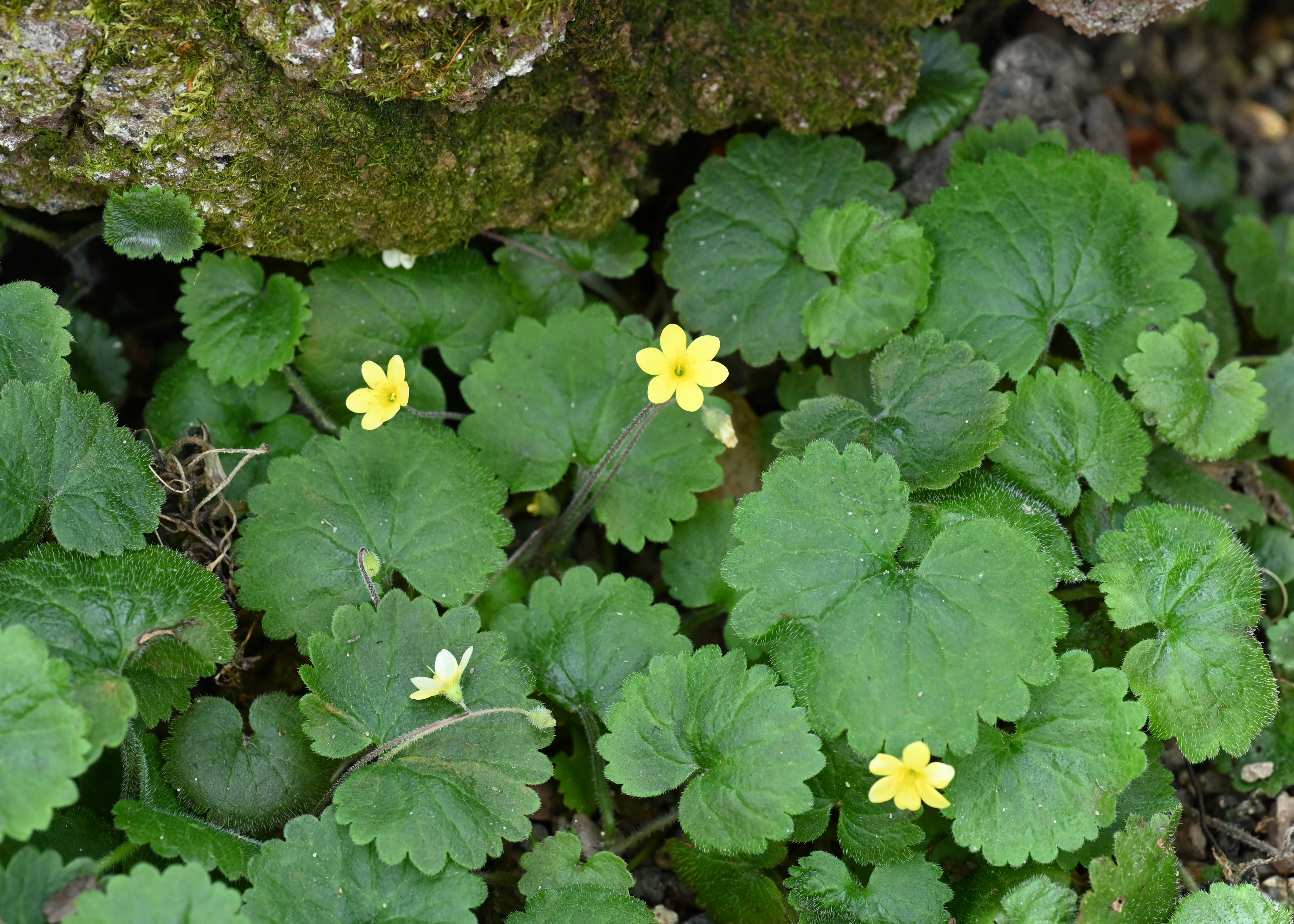
S.peregrina és un endemisme de Madeira, menys peluda i amb més de 15 dents a les fulles.
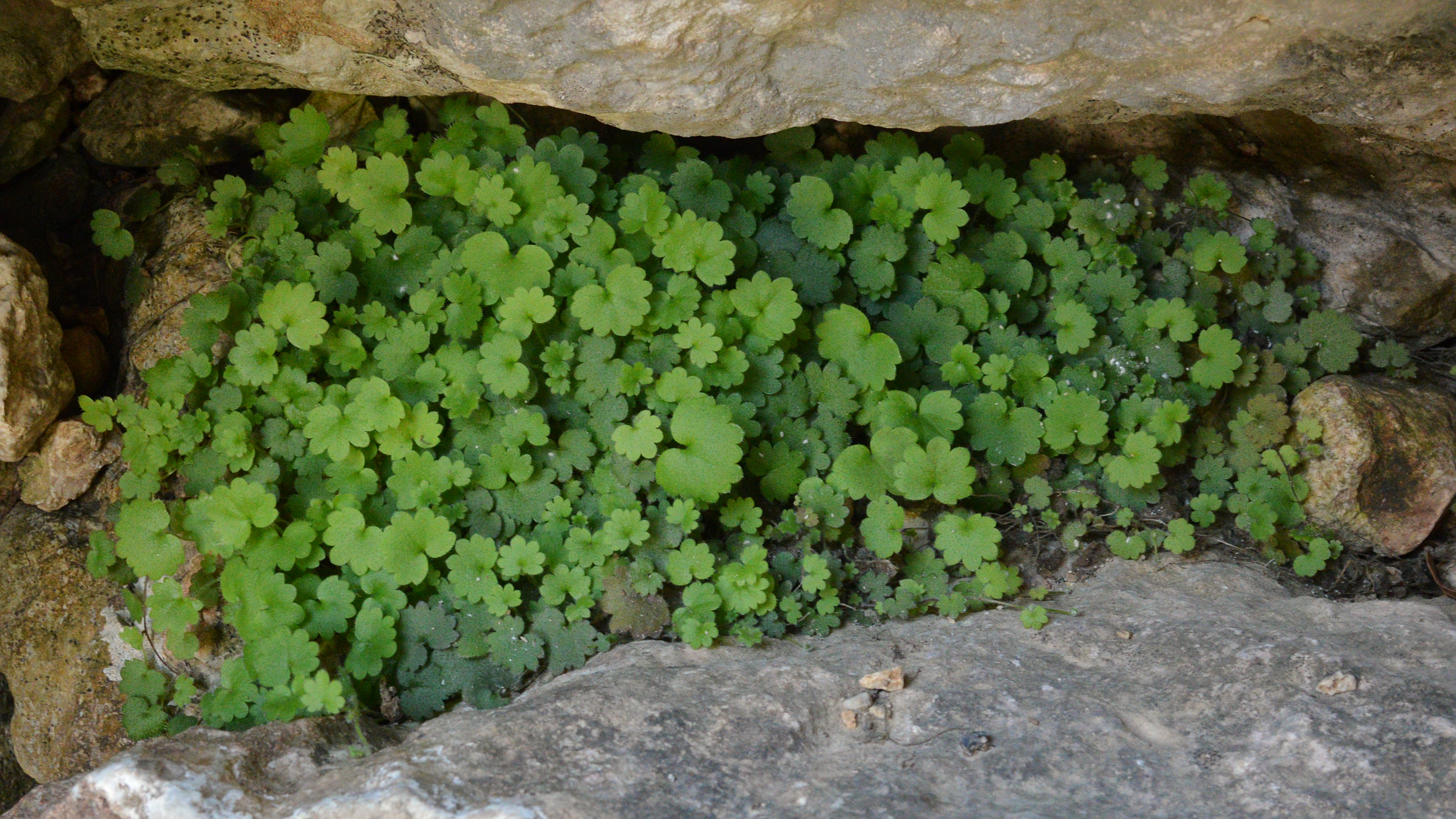
S.africana és molt semblant però la fulla té només al voltant de 10 dents.